# Нуевалос
Нуевалос (ісп. Nuévalos) — муніципалітет в Іспанії, у складі автономної спільноти Арагон, у провінції Сарагоса. Населення — 356 осіб (2010).
Муніципалітет розташований на відстані близько 180 км на північний схід від Мадрида, 90 км на південний захід від Сарагоси.
На території муніципалітету розташовані такі населені пункти: (дані про населення за 2010 рік)
- Лугар-Нуево: 0 осіб
- Монастеріо-де-П'єдра: 20 осіб
- Нуевалос: 322 особи
- Ла-Транкера: 14 осіб

## Демографія
Динаміка населення (INE ):